# Matrice adjointe
En algèbre linéaire, une matrice adjointe (aussi appelée matrice transconjuguée) d'une matrice M à coefficients complexes est la matrice transposée de la matrice conjuguée de M. Dans le cas particulier où M est à coefficients réels, sa matrice adjointe est donc simplement sa matrice transposée.
La matrice adjointe est traditionnellement notée M * mais il arrive couramment de rencontrer d'autres notations :
- M * ou M H sont communément utilisés en algèbre linéaire, la seconde notation étant aussi appelée conjuguée hermitienne et plus fréquente dans le cas d'algèbres sur des espaces linéaires de fonctions ou de distributions (de dimension finie ou non) ;
- M † (« M dague ») est la notation utilisée universellement en mécanique quantique, le plus souvent sur des algèbres de dimensions infinies, et souvent en association avec la notation bra et ket symbolisant les vecteurs d'états et matrices de transformation et simplifiant l'écriture et l'interprétation des expressions ;
- La notation M + est parfois utilisée aussi, bien que ce symbole soit plutôt employé communément pour désigner le pseudo-inverse de Moore-Penrose.

On a donc :

## Propriétés
- (M*)* = M
- (MN)* = N* M*
- Si A est une matrice carrée, alors det(A*) = det A.
- Si M = M*, alors la matrice est dite hermitienne ou auto-adjointe.
- Si M = –M*, alors la matrice est dite antihermitienne (en).
- Si M M* = M* M, alors la matrice est dite normale.
- Si M M* = M* M = I (matrice identité), alors la matrice est dite unitaire.
- Dans le cadre des espaces hermitiens, si M représente une application linéaire f : H → H' par rapport à deux bases orthonormales B et B', alors son adjointe M* représente, dans les bases B' et B, son opérateur adjoint f * : H' → H, caractérisé par :{\displaystyle \forall x\in H,\forall y\in H'\quad \langle x,f^{*}(y)\rangle _{H}=\langle f(x),y\rangle _{H'}.}

## Note
1. ↑  Dans le logiciel Maple, l'expression « matrice adjointe » est utilisée dans un sens différent : elle est alors notée adj(M) et désigne la matrice complémentaire, c'est-à-dire la matrice transposée de la comatrice de M.